# 웨이융리
웨이융리(韦永丽, 1991년 10월 11일 ~ )는 중화인민공화국의 육상 선수이다. 

## 경력
2011년 9월 4일 대구세계육상선수권대회 여자 4X100m 릴레이에 첫주자로 출전했지만 부정 출발로 실격되었다.
2014년 인천 아시안 게임 육상 여자100m 결승에서 2010년 광저우 아시안 게임 여자100m 금메달 리스트인 일본의 후쿠시마 치사토를 0.01초차로 제치고 11초48의 기록으로 금메달을 획득했다.